# Hitrádio Černá Hora
Hitrádio Černá Hora (do 14 września 2018 Radio Černá Hora) – pierwsza prywatna lokalna stacja radiowa w północno-wschodnich Czechach powstała 19 sierpnia 1993 roku.
Format muzyczny to AC - CHR, który jest stale uzupełniany o różne konkursy, specjalne programy i imprezy.
Nadajnik na częstotliwości 105,3 MHz został umieszczony na górze o tej samej nazwie na wysokości 1299 m n.p.m. plus anteny nadawcze 44 m z mocą 2,66 kW. Daje to możliwość odbioru tej stacji również na terytorium Polski, tj. na obszarze gł. Dolnego Śląska.